# Joseph André
Pour les articles homonymes, voir Joseph André (architecte) et André.
Joseph André, né le 14 mars 1908 à Namur (Belgique) et décédé le 1er juin 1973 à Namur, est un prêtre catholique du diocèse de Namur. Très actif dans la protection des Juifs durant la dernière guerre mondiale il est déclaré Juste parmi les nations par le gouvernement d’Israël (1967). Aumônier de la prison de Namur, il organise par ailleurs l'accueil de réfugiés hongrois après les évènements de Budapest de 1956.

## Formation
Il passe deux ans au noviciat des Jésuites à Arlon (1926-1928) où il ne peut rester étant donné sa santé fragile. Il entre alors au séminaire de Namur. Ordonné prêtre en 1936, il est d’abord professeur au petit séminaire de Floreffe avant d’être nommé vicaire à Saint-Jean Baptiste (Namur).

## Refuge pour enfants juifs
En 1941, la Belgique est occupée par les forces allemandes et les lois anti-juives sont rapidement mises en place. Sous la direction discrète de l’abbé André, le local de la jeunesse paroissiale (situé juste à côté de la Kommandantur de Namur, Place de l'Ange) devient le centre d’une vaste organisation dont le but est de sauver les enfants juifs de la déportation et d’une mort certaine. C’est un centre de passage où les enfants - ils sont parfois plus de vingt ensemble - ne restent que le temps nécessaire pour leur dénicher à la campagne une institution religieuse ou une famille où ils pourraient se trouver en relative sécurité. Pour les nourrir, l’abbé André et ses collaborateurs sillonnent la campagne, allant de ferme en ferme pour y mendier de la nourriture, tout en cherchant d’autres refuges pour leurs protégés. Guidé par un amour personnel pour les Juifs et un grand respect pour la liberté religieuse de chacun, l’abbé André ne cherche jamais à convertir ou à baptiser ces enfants. Bien qu’il ait été occasionnellement inquiété par la Gestapo et convoqué pour interrogatoire, le centre et les activités du vicaire André ne sont jamais découverts.

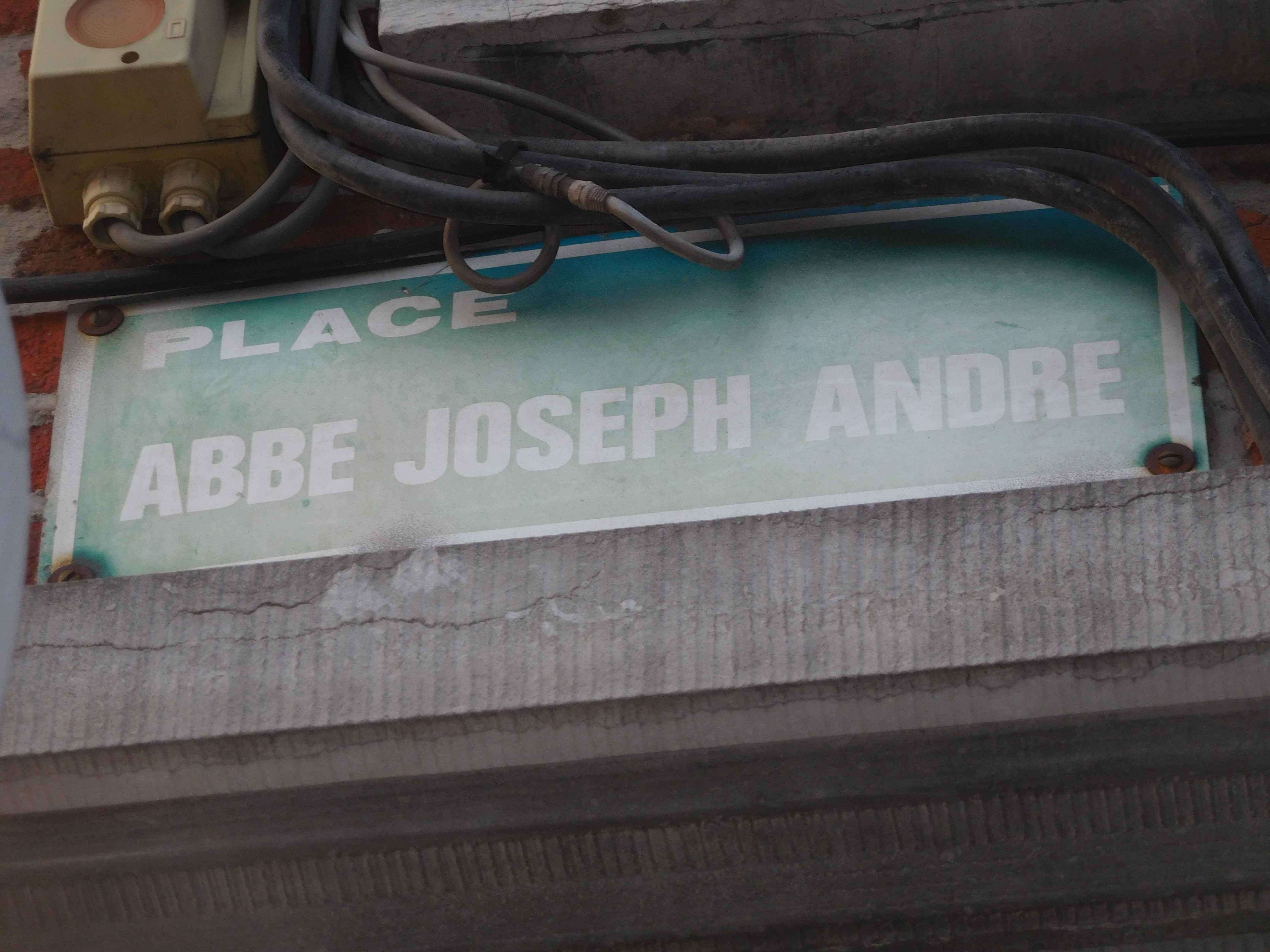
La place 'abbé Joseph André' se trouve à Namur

## Ami d’Israël
Après la guerre, il continue à aider le Service social des Juifs de Belgique. Vivant par choix de manière très modeste, il a un amour évangélique pour les marginaux et les laissés pour compte de la société qui trouvaient toujours un bon accueil au Château de l’horloge à Bomel (faubourg de Namur). Ceux qui, sortant de prison, cherchent du travail y sont également les bienvenus : l’abbé André est aumônier de la prison de Namur de 1957 à sa mort. Son intérêt pour le destin du peuple juif et sa fascination pour le "mystère du peuple choisi" dans la tradition chrétienne, font qu’il suit de très près la naissance de l’État d’Israël en 1948. En 1967, il est déclaré Juste parmi les nations par le gouvernement d’Israël et un arbre est planté à son nom dans le jardin de Yad Vashem, à Jérusalem. L’année suivante, le frêle prêtre, toujours habillé de sa soutane noire, est invité par le United Jewish Appeal de New York où il reçoit une extraordinaire ovation.

## Accueil de réfugiés hongrois
Après les événements de Budapest de 1956, l'abbé André recueille des réfugiés hongrois pendant une dizaine d'années au Château de l'Horloge, à Bomel (Namur). Il héberge ainsi en permanence une dizaine de jeunes hommes, mais aussi l'un ou l'autre plus âgé. Avec l'aide de quelques bénévoles, il assure le gîte et le couvert ainsi que l'assistance sociale, morale et religieuse, dans une ambiance qui n'était pas toujours facile ni sereine du fait du déracinement et de la désorientation de ses protégés. Sa fonction d'aumônier de la prison de Namur lui permet de faciliter la résolution de situations judiciairement difficiles dans lesquelles se sont mis certains de ses hôtes.

## Décès
L’abbé André est trouvé mort dans son bureau de la prison de Namur, le 1er juin 1973. Sur son faire-part mortuaire, la Croix et l’Étoile de David se trouvent côte à côte.

## Roman
- Éric-Emmanuel Schmitt, L'Enfant de Noé, Paris, Albin Michel, 2004 (ISBN 2-226-15108-7). Le roman s'inspire largement de la vie de J. André durant la période de la Seconde Guerre mondiale[2].

## Bande dessinée
- Didjé: Joseph André. Audace et don de soi, Durbuy, Coccinelle, 2010.  (ISBN 978-2-930273-44-0)